# USS Rudderow (DE-224)
USS Rudderow (DE-224) là một tàu hộ tống khu trục, chiếc dẫn đầu của  lớp tàu mang tên nó từng phục vụ cùng Hải quân Hoa Kỳ trong Chiến tranh Thế giới thứ hai. Nó là chiếc tàu chiến duy nhất của Hải quân Hoa Kỳ được đặt cái tên này, theo tên Thiếu tá Hải quân Thomas Wright Rudderow (1885-1942), hạm trưởng chỉ huy tàu tuần tra USS Cythera, và đã tử trận vào ngày 2 tháng 5, 1942 khi Cythera bị đắm do trúng ngư lôi phóng từ tàu ngầm U-402 tại vùng biển ngoài khơi North Carolina. Nó đã phục vụ cho đến khi chiến tranh kết thúc, xuất biên chế năm 1947, rồi cuối cùng bị bán để tháo dỡ vào năm 1970. Rudderow được tặng thưởng hai Ngôi sao Chiến trận do thành tích phục vụ trong Thế Chiến II.

## Thiết kế và chế tạo
Lớp Rudderow có thiết kế hầu như tương tự với lớp Buckley trước đó; vì giữ lại kiểu động cơ turbine-điện General Electric, cung cấp điện năng cho mô-tơ điện để dẫn động hai trục chân vịt. Lớp này còn được gọi là kiểu TEV, do hệ thống động lực Turbo-Electric và cỡ pháo 5-inch (V).
Dàn pháo chính được nâng cấp lên hai khẩu pháo 5 inch (130 mm)/38 cal trên hai tháp pháo nòng đơn, được phân bố một phía trước mũi và một phía sau tàu. Hỏa lực phòng không được nâng lên hai khẩu đội pháo phòng không Bofors 40 mm nòng đôi và mười pháo phòng không Oerlikon 20 mm. Vũ khí chống ngầm bao gồm một dàn súng cối chống tàu ngầm Hedgehog Mk. 10 (có 24 nòng và mang theo 144 quả đạn); hai đường ray Mk. 9 và tám máy phóng K3 Mk. 6 để thả mìn sâu. Con tàu vẫn giữ lại ba ống phóng ngư lôi Mark 15 21 inch (533 mm), và được trang bị radar SL dò tìm không trung và radar SC/SA dò tìm mặt biển. Thủy thủ đoàn đầy đủ bao gồm 15 sĩ quan và 168 thủy thủ.
Rudderow được đặt lườn tại Xưởng hải quân Philadelphia ở Philadelphia, Pennsylvania vào ngày 15 tháng 7, 1943. Nó được hạ thủy vào ngày 14 tháng 10, 1943, được đỡ đầu bởi bà Thomas W. Rudderow, vợ góa của Thiếu tá Rudderow, và nhập biên chế cùng Hải quân Hoa Kỳ vào ngày 15 tháng 5, 1944 dưới quyền chỉ huy của Hạm trưởng, Thiếu tá Hải quân Malcolm Whelen Greenough.

## Lịch sử hoạt động
Sau khi hoàn tất việc chạy thử máy huấn luyện tại khu vực Bermuda, trong suốt mùa Hè năm 1944 Rudderow hoạt động tuần tra tim-diệt tàu ngầm và hộ tống vận tải dọc theo vùng bờ Đông Hoa Kỳ. Được điều động sang khu vực Mặt trận Thái Bình Dương cùng với Đội hộ tống 74, nó khởi hành từ Staten Island, New York vào ngày 14 tháng 10, băng qua kênh đào Panama vào ngày 23 tháng 10 và gia nhập Đệ Thất hạm đội tại vịnh Humboldt, New Guinea vào ngày 21 tháng 11.
Sau khi làm nhiệm vụ hộ tống vận tải ven biển trong tháng 12, 1944, Rudderow lên đường vào ngày 8 tháng 1, 1945 để hướng đến Luzon, Philippines, đi đến vịnh Lingayen vào ngày 21 tháng 1. Nó tuần tra chống tàu ngầm trong khu vực cho đến ngày 7 tháng 2, rồi hộ tống các tàu đổ bộ đi đến vịnh Subic, và quay trở lại vịnh để bảo vệ cho các tàu đổ bộ LST, LCT và tàu tiếp dầu rút lui về Leyte. Nó đi đến khu vực biển Mindanao một tuần sau đó để trợ giúp cho chiếc Renshaw (DD-499) bị trúng ngư lôi, và hộ tống cho chiếc tàu khu trục rút lui về vịnh San Pedro.
Từ ngày 24 tháng 2, Rudderow bắt đầu chuẩn bị cho Chiến dịch Victor IV, cuộc đổ bộ nhằm chiếm đóng Zamboanga. Lên đường vào ngày 8 tháng 3, nó đi đến ngoài khơi khu vực đổ bộ hai ngày sau đó, và trong khi lực lượng tác chiến đổ bộ lên thành phố Zamboanga, nó tuần tra ngoài khơi các đảo Great Santa Cruz và Tictabon. Rút lui về Leyte vào ngày 11 tháng 3, nó quay trở lại vào ngày 16 tháng 3 cùng một đoàn tàu vận tải, rồi hộ tống một đoàn tàu đi từ Puerto Princesa, Palawan đến Zamboanga từ ngày 25 đến ngày 28 tháng 3. Sau đó con tàu đi lên phía Bắc để tuần tra chống tàu ngầm tại vịnh Mangarin, Mindoro từ ngày 30 tháng 3.
Vào giữa tháng 4, Rudderow quay trở lại Leyte, và lại hoạt động tại khu vực biển Sulu vào cuối tháng đó. Nó khởi hành từ Tawi Tawi vào ngày 5 tháng 5, hộ tống cho một đoàn tàu bao gồm sà lan chở xăng và ụ nổi dành cho xuồng PT boat được chiếc tàu kéo ATR-4 kéo đến Tarakan, Borneo. Từ ngày 8 đến ngày 11 tháng 5, nó hộ tống một đoàn tàu tiếp liệu đi từ Morotai đến Borneo, và trong các ngày 12 và 13 tháng 5, nó kéo một thủy phi cơ PBM Mariner bị hỏng máy đi một chặng đường dài 260 mi (420 km) đến Tawi Tawi. Con tàu quay trở lại Halmahera một thời gian ngắn trước khi lên đường đi Leyte để sửa chữa vào ngày 19 tháng 5.
Đến tháng 6, Rudderow hộ tống các tàu đổ bộ đi Panay và các đoàn tàu tiếp liệu đi Morotai. Vào ngày 18 tháng 6, nó trình diện để phục vụ cùng Tư lệnh Tiền phương biển Philippine, và đảm trách hộ tống các đoàn tàu vận tải đi lại giữa Hollandia và Ulithi. Từ ngày 27 tháng 7 đến ngày 1 tháng 8, nó vận chuyển lực lượng tăng viện sang Okinawa, rồi quay trở lại Philippines và ở lại đây cho đến khi chiến tranh kết thúc.
Rudderow khởi hành vào ngày 3 tháng 1, 1946 để quay trở về Hoa Kỳ, về đến San Diego, California vào cuối tháng 1. Sang tháng 3, nó được đưa về thành phần dự bị, rồi được cho rút biên chế vào ngày 15 tháng 1, 1947. Con tàu được chuyển đến đội San Francisco thuộc Hạm đội Dự bị Thái Bình Dương vào tháng 5, 1957, nhưng tiếp tục bị bỏ không cho đến khi được rút tên khỏi danh sách Đăng bạ Hải quân vào ngày 1 tháng 11, 1969. Cuối cùng con tàu bị bán để tháo dỡ vào tháng 10, 1970.

## Phần thưởng
Rudderow được tặng thưởng hai Ngôi sao Chiến trận do thành tích phục vụ trong Thế Chiến II.
|                           |  |  |
| Bronze star · Bronze star |  |  |

| Huân chương Chiến dịch Hoa Kỳ                                           |                                      |                                   |
| Huân chương Chiến dịch Châu Á-Thái Bình Dương với 2 Ngôi sao Chiến trận | Huân chương Chiến thắng Thế Chiến II | Huân chương Giải phóng Philippine |